# Napoles (traghetto)
Il Napoles è un traghetto appartenente alla compagnia di navigazione spagnola Baleària.

## Servizio
Varato il 29 dicembre 2001 nel cantiere navale Visentini con il nome di Partenope e consegnato il 13 maggio 2002 alla Visemar di Navigazione, prende servizio nello stesso mese nei collegamenti tra Napoli e Catania sotto le insegne della TTT Lines.
Il 1º giugno 2006, durante la navigazione verso Catania, subisce un'avaria avaria ad un motore, riuscendo tuttavia a raggiungere Napoli al traino del gemello Trinacria.
Nell'aprile del 2015 viene venduto alla Stena Line e nel mese successivo viene subito girato in noleggio alla Baleària.
Ribattezzato Napoles, prende servizio l'11 maggio nei collegamenti tra Barcellona ed Ibiza.
Nel settembre del 2017 viene ceduto alla società Kanalion Maritime Co. Ltd, continuando ad operare in noleggio a Baleària.
Il 16 novembre 2018 viene trasferito in cantiere a Gibilterra, dove viene rimotorizzato con due motori dual fuel, alimentabili sia a diesel che a GNL.
Il 15 febbraio 2019 torna in servizio nei collegamenti tra Algeciras e Tangeri Med, dove opera tutt'oggi.
Il 31 luglio 2019 entra in collisione con la Carolina Star a circa due miglia nautiche da Tangeri Med, riportando danni alla poppa e alla fiancata di dritta.
Il 12 marzo 2022, durante la navigazione tra Malaga e Melilla, entra in collisione con la portacontainer Laust Maersk, riportando danni alla prua.

## Navi gemelle
- Strait Feronia
- Pelagos Express
- Optima Seaways
- AF Claudia
- Kerry
- Sicilia